# Love to Love You Baby
Love to Love You Baby es el segundo álbum de Donna Summer, y el primero publicado internacionalmente.

## Historia
Summer inició su carrera como una artista de folk y pop, lanzando el álbum Lady of the Night en algunos países de Europa con dos sencillos exitosos.
En el verano de 1975, Summer se acercó a Giorgio Moroder y Pete Bellotte con una idea para una canción. Ella había llegado con la letra "Love to Love You, Baby" como el posible título de la canción. Moroder, en particular, estaba interesado en el desarrollo del nuevo sonido disco que se estaba volviendo cada vez más popular, y utiliza la idea de Summer para desarrollar la canción como una pista de discoteca abiertamente sexual. Tenía la idea de que ella gimiera orgásmicamente, pero Summer era bastante reservada. Finalmente accedió a grabar la canción como un demo para dárselo a otra persona (posiblemente a la cantante Penny McLean). Ella declaró que no estaba completamente segura de algunas de las letras, y partes de la canción fueron improvisadas durante su grabación (más tarde declaró en un programa de VH1 Behind the Music que ella misma se imaginó como Marilyn Monroe actuando en éxtasis sexual). Moroder se asombró tanto con los gemidos de Summer que insistió en que lanzara la canción como sencillo propio. Summer aceptó de mala gana y la canción, titulada "Love to Love You", fue lanzado con un modesto éxito en Europa.
Cuando llegó a América en manos de Neil Bogart, presidente de Casablanca Records, se interesó tanto en el demo que le solicitó a Moroder producir una versión de veinte minutos de la canción. Summer, Moroder y Bellote grabaron una versión de 17 minutos, le cambiaron el nombre a "Love to Love You Baby", Casablanca firmó con Summer y publicó la canción como sencillo en noviembre de 1975. Casablanca distribuyó el trabajo de Summer en los Estados Unidos, mientras que otros sellos se encagaron de distribuirlo a otros países.
"Love to Love You Baby" fue el primer gran éxito de Summer en los Estados Unidos, alcanzando el puesto #2 en el Billboard Hot 100 a principios de 1976 y convirtiéndose en su primer número uno en el Hot Dance Club Play. El álbum (una parte de la cual fue tomada por completo con la versión extensa de la canción) también fue lanzado a finales de 1975 y fue certificado oro al lograr vender cerca de 500.000 copias en los Estados Unidos. La canción fue tildada de "gráfica" por algunos críticos de música y fue prohibida incluso por algunas emisoras de radio por su contenido explícito. La revista Time informó más tarde que un registro de veintidós orgasmos fueron simulados por Summer en la elaboración de la canción. En algunas zonas de la prensa musical, Summer fue llamada "la primera dama del amor".
Como resultado, el álbum se vendió muy bien, entró al Top 20 en los Estados Unidos y en el Reino Unido.
Las otras canciones del álbum se acercan más a los estilos soul y R&B. El lado B consiste en cuatro canciones originales más la repetición de una de ellas. Dos de las canciones, "Full of Emptiness" (extraída del álbum Lady of the Night) y "Whispering Waves" son baladas, "Need-a-Man Blues" es de estilo disco/pop, y "Pandora's Box" es de medio tiempo.

## Lista de canciones
- Todas las canciones escritas por Pete Bellotte y Giorgio Moroder, excepto las indicadas.

### Lado A
| Lado A |                                                                        |          |  |
| N.º    | Título                                                                 | Duración |  |
| 1.     | «Love to Love You Baby» (Donna Summer, Giorgio Moroder, Pete Bellotte) | 16:50    |  |

### Lado B
| Lado B |                               |          |  |
| N.º    | Título                        | Duración |  |
| 2.     | «Full of Emptiness»           | 2:22     |  |
| 3.     | «Need-a-Man Blues»            | 4:30     |  |
| 4.     | «Whispering Waves»            | 4:50     |  |
| 5.     | «Pandora's Box»               | 4:56     |  |
| 6.     | «Full of Emptiness (Reprise)» | 2:20     |  |

## Personal
- Donna Summer: voz principal
- Pete Bellotte, Molly Moll, Nick Woodland: guitarras
- Giorgio Moroder: teclado, percusión
- Michael Thatcher: teclado, arreglista de instrumentos de cuerda y trompa
- Dave King: bajo
- Martin Harrison: batería
- Bernie Brocks: percusión

## Producción
- Arreglado por Giorgio Moroder
- Producido por Pete Bellotte
- Grabado y dirigido por Mack y Hans Menzel
- Mezclado por Giorgio Moroder
- Masterizado por Joseph M. Palmaccio

## Posicionamiento

### Álbum
| Lista/País (1975/1976)           | Posición más alta |
| -------------------------------- | ----------------- |
| Alemania                         | 23                |
| Italia                           | 6                 |
| Noruega                          | 9                 |
| Japón                            | 64                |
| Suecia                           | 7                 |
| UK Albums Chart                  | 16                |
| Billboard Top R&B/Hip-Hop Albums | 6                 |
| Billboard 200                    | 11                |

### Certificaciones
| País           | Asociación | Certificación | Fecha              |
| -------------- | ---------- | ------------- | ------------------ |
| Reino Unido    | BPI        | Plata         | 1 de marzo de 1976 |
| Reino Unido    | BPI        | Oro           | 1 de enero de 1977 |
| Estados Unidos | RIAA       | Oro           | 1976               |